# Reklama v rádiu
Reklama v rádiu je placená inzerce prostřednictvím rozhlasového vysílání. Zaměřuje se pouze na poslech (audio).

## Historie
Reklama v rádiu by nevznikla bez rádia jako společnosti provozující podnikatelskou činnost ani bez rozhlasového přijímače.

### Počátek mobilní komunikace
Počátky mobilní komunikace sahají do první poloviny 19. století. Za vynálezce bezdrátového rádia je považován Guglielmo Marconi, který navázal na učení Heinricha Hertze. Komunikace nejprve probíhala v Morseově abecedě a od roku 1906 mluvenou formou.

### Vznik rozhlasu ve světě
Přelomovým obdobím pro vznik rozhlasu je první světová válka, konkrétně v USA, kde se pyšní prvním pravidelným rozhlasovým vysíláním na světě. Toto vysílání bylo od samého počátku financováno z reklam. Americký model inspiroval Evropu.
A. C. Nielsen přišel se systémem ukazatelů velkoobchodních a maloobchodních tržeb a hodnocením poslechovosti rozhlasových stanic. Dále svou roli hrají výzkumy mínění spotřebitelů.

### Český rozhlas
Prvopočátky českého rozhlasu konkrétně sahají do 28. října 1919 k prvnímu výročí vzniku Československé republiky, šlo o vojenské vysílání mluveného slova a hudby z vojenské stanice na Petříně.
Pravidelné vysílání bylo zahájeno až 18. května 1923 v Praze-Kbelích. Jak se vyvíjela historie státu, vyvíjel se i rozhlas. Milníky představují roky 1924, kdy započalo vysílání pro zahraniční posluchače, 1929 sloučení s německým protektorátním vysíláním a od roku 1948 byl rozhlas zestátněn a sloužil jako nástroj komunistického režimu.
Později dochází k uvolňování režimu a od roku 1989 se český rozhlas navrací k původnímu poslání informovat, bavit a vzdělávat.
Od 1. 1. 1993 vznikl Český rozhlas a postupně v průběhu let přibývají další rádia, ať regionální, tak celorepubliková. Příkladem lze uvést Frekvence 1, Evropa 2, Rádio Blaník, Rádio Proglas, Rádio Impuls.

## Formát reklamy
Základní podoba reklamy může být např.:
- rozhlasový spot (jednoduchost, srozumitelnost, načasování, atraktivita)
- jingle (znělka nebo popěvek),
- sponzoring (před vysíláním pořadu je uveden sponzor pořadu nebo jeho spot),
- soutěže pro posluchače (nenásilné a přirozené představení značky, benefitů u užitných hodnot produktu/služby)
- speciální operace (vše výše nespecifikované, např. sponzor koncertního turné a současně sponzor vybraného rádia).

## Sazby a ceny reklamy
Cena reklamy se odlišuje na základě několika faktorů – délky spotu, vysílacího časového pásma, počtu vysílání za den, poslechovosti rádia a dalších.
Nejčastější délkou vysílaného spotu je 30 sekund, proto jsou ceny spotů běžně uváděny za tuto délku. Cena jiných délek spotů se potom přepočítává pomocí cenového koeficientu.
Denní vysílací čas je rozdělen do několika časových pásem. Jejich rozsah a počet se může u různých mediazastupitelství a rádií lišit. Nejdražší časové pásmo pro vysílání reklamy je v ranních hodinách od 6 do 9 hodin. Cena za 30sekundový spot v tomto pásmu může být až 30krát vyšší než v nejlevnějším časovém pásmu od půlnoci do 5. hodiny ranní.
Radioprojekt je oficiální výzkum poslechovosti rozhlasových stanic. Od jejich výzkumu se odvíjí cena reklamy na jednotlivých rádiích. Podle Radioprojektu je nejposlouchanější Rádio Impuls následované rádii Evropa 2 a Frekvence 1.
Při výběru rádia by se měl zadavatel reklamy řídit kromě geografického hlediska hlavně ukazatelem nákladnosti reklamy Cost per Thousand (CPT), který vyjadřuje cenu za jeden tisíc oslovených posluchačů.

## Cílová skupina
Za jednu z velkých výhod rozhlasové reklamy se dá považovat její značný dosah do množství cílových skupin a možnost zaměření na konkrétní z nich.
Posluchače lze segmentovat především z:
- geografického hlediska (lokalita)
- demografického hlediska (pohlaví, věk, dosažený stupeň vzdělání atd.)

Rozhlas pravidelně (alespoň jednou týdně) poslouchá asi 85 % obyvatel ČR, řadí se tedy mezi média masového zásahu.
Díky existenci velkého počtu rozhlasových stanic s menší či větší škálou pravidelných rozhlasových programů umožňuje reklama v rádiu časově a věcně umístit reklamní sdělení tak, aby zasáhlo konkrétní vybranou cílovou skupinu. Z důvodu vysoké selektivity je však obtížné zasáhnout více cílových segmentů najednou.
Na cílové skupiny se lze zaměřit ve třech základních úrovních:

### Stanice
Jednotlivé stanice umožňují členit posluchače zejména z pohledu geografického, a to v závislosti na rozsahu pokrytí signálem. Každá stanice se dále zaměřuje na odlišný typ hudby a vysílaných pořadů, což oslovuje různé kategorie posluchačů, a to především z hlediska věku či dosaženého stupně vzdělání.

### Pořad
Tento ucelený, pravidelně vysílaný, časový blok se zaměřuje například hudebně, zpravodajsky, informačně či jinak. Bývá velice efektivní do reklamních bloků v rámci těchto pořadů umístit reklamní sdělení se shodnou nebo podobnou tematikou. Lze totiž předpokládat, že posluchač se o danou problematiku hlouběji zajímá a reklama ho tedy zaujme a osloví.

### Čas vysílání
Zohlednění časového hlediska bývá při umístění reklamy v rádiu velmi důležité. Každá cílová skupina má totiž možnost poslouchat rádio v jiný časový okamžik (lidé v důchodu, ženy v domácnosti, pracující lidé, studenti apod.). Nejvíce lidí tak činí v ranních a dopoledních hodinách.

## Působení reklamy
Reklama v rádiu umožňuje pouze zvukovou, nikoli vizuální, prezentaci reklamního sdělení. Proto je třeba dbát na vhodný výběr hudby, zvuku, vtipu apod.
Za důležitý prvek, zvyšující působnost reklamy, se považují znělky. Znělky podávají hudební poselství o dané značce, bývají tedy často vybírány znělky chytlavé a s refrénem, které si posluchač vryje do paměti, a které nenápadně působí na jeho podvědomí.
Při použití reklamy v rádiu se však musí počítat s tím, že posluchač má zapnuté rádio pouze jako zvukovou kulisu a nevěnuje jí tedy takovou pozornost.
Pokud srovnáme reklamu v rádiu s reklamou v televizi, je zřejmé, že televizní zaregistruje mnohem více lidí. Náklady na reklamní spot v TV jsou však mnohonásobně vyšší. Ve srovnání s reklamou v tisku, letácích či e-mailu se reklama v rádiu považuje za více působivou. S vývojem outdoorových reklam tento druh reklamy stále více působí na podvědomí zákazníků, a je tak velkým konkurentem pro jiné druhy reklamy. V praxi se mediální plánovači zabývají otázkou poměru působnosti ku nákladům na reklamu. Počítají se celkové náklady na určitý počet reklamou zasažených zákazníků.

## Mediální zastoupení rozhlasových stanic
Jednotlivé rozhlasové stanice se za účelem prodeje reklamy nechávají zastupovat mediálními zastupitelstvími. Na českém rozhlasovém trhu působí tři hlavní mediální zastupitelství pro rozhlasová média.
Pro veřejnoprávní rozhlas (Český rozhlas a jeho stanice) je to společnost Media Master. Komerční regionální stanice zastupuje společnost Media Marketing Services (MMS) a Regie Radio Music (RRM).
Jednotlivá zastupitelství mají z hlediska poslechovosti následující podíl na trhu:
- Media Master: 21 %
- MMS: 39 %
- RRM: 38 %
- nezastupované: 1 %

## Regulace reklamy
Regulace reklamy v rádiu, jakož i reklamy obecně, se pohybuje v rovině legislativní a etické. Na základě toho pak můžeme říci, že regulace reklamy v rádiu je obsažena jednak v právní úpravě týkající se rozhlasového a televizního vysílání, v právní úpravě o regulaci reklamy, ale také např. v právně nezávazném etickém kodexu reklamy, vydaném Radou pro reklamu.

### Regulace rozhlasového vysílání
Co se týká regulace rozhlasového vysílání obecně, základní právní normou je Zákon č. 231/2001 Sb. o provozování rozhlasového a televizního vysílání a o změně dalších zákonů, ve znění pozdějších úprav. Stanovuje orgán regulátora – Radu pro rozhlasové a televizní vysílání (dále jen RRTV) a určuje jeho práva a povinnosti. Právě RRTV má významný vliv na obsah vysílání rádia, tedy i na reklamu, protože ze zákona RRTV mj.: „monitoruje obsah rozhlasového a televizního vysílání a ukládá sankce podle zákona“.

### Regulace reklamy
Zákon č. 40/1995 Sb. o regulaci reklamy, ve znění pozdějších úprav, zapracovává příslušné předpisy Evropské unie upravující regulaci reklamy. Upravuje obecné požadavky na reklamu a její šíření včetně postihů za porušení. Dále upravuje regulaci reklamy na alkoholické nápoje, na přípravky na ochranu rostlin, na střelné zbraně a střelivo a na činnosti v pohřebnictví.
Legislativně však reklamu nepřímo upravují i další zákony, např. Zákon č. 110/1997 Sb. o potravinách a tabákových výrobcích, Zákon č. 202/1990 Sb. o loteriích a jiných podobných hrách, Zákon č. 3/1993 Sb. o státních symbolech České republiky, ve znění pozdějších úprav. Mj. je nutné, aby reklama respektovala ustanovení o ochraně osobních údajů, autorský zákon apod.

### Kodex reklamy
Kodex reklamy, který vydala Rada pro reklamu, má napomáhat, aby reklama v ČR byla pravdivá, čestná a slušná a aby respektovala mezinárodní zásady reklamní praxe. Kodex pro reklamu nedisponuje obecnou právní závazností, ale na právní úpravy, týkající se reklamy, navazuje a doplňuje je o etická pravidla prostřednictvím samoregulace.